# Graf Hoffmana-Singletona

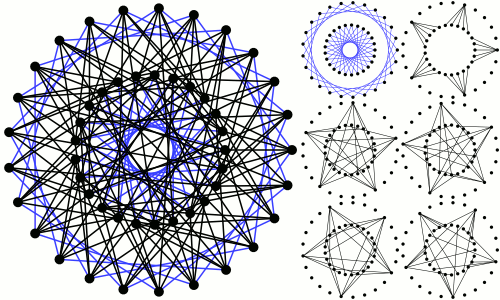
Graf Hoffmana–Singletona stworzony przez wierzchołki znajdujące się na dwóch okręgach, po prawej poszczególne połączenia
(50 + 25 + 25 + 25 + 25 + 25 = 175 krawędzi)

Graf Hoffmana–Singletona jest grafem o następujących parametrach:
- posiada 50 wierzchołków,
- posiada 175 krawędzi,
- stopień każdego wierzchołka wynosi 7,
- średnica grafu wynosi 2,
- obwód grafu wynosi 5.

Ponaddto, graf taki posiada następujące właściwości:
- jest grafem silnie regularnym o parametrach (50,7,0,1),
- jest Grafem Moore'a,
- jest grafem symetrycznym,
- jest grafem całkowitym.

Wszystkie grafy Hoffmana–Singletona spełniają powyższe warunki, niezależnie od sposobu narysowania.